# Heuqueville, Seine-Maritime

Heuqueville este o comună în departamentul Seine-Maritime, Franța. În 1 ianuarie 2022 avea o populație de 715 de locuitori.